# Entosthodon limbatus
Entosthodon limbatus là một loài Rêu trong họ Funariaceae. Loài này được Müll. Hal. mô tả khoa học đầu tiên năm 1858.